# (227) Philosophia
(227) Philosophia est un astéroïde de la ceinture principale découvert par Paul-Pierre Henry le 12 août 1882.

## Compléments